# RTi Hilversum
RTi Hilversum (Radio, Televisie, internet Hilversum) is de lokale radio- en televisieomroep van de gemeente Hilversum. De zender is in 2008 opgericht. De zender zendt uit in de ether, via de kabel, via glasvezel en door middel van een webstream. Via televisie en radio worden verschillende lokale programma's uitgezonden die te maken hebben met cultuur, opinie, nieuws en speciale evenementen. De zender zendt iedere dag om 19:00 uur een nieuwsuitzending uit die ieder half uur wordt herhaald.